# Nucleare Italiana Reattori Avanzati
NIRA - Nucleare Italiana Reattori Avanzati S.p.A. - (Société pour Réacteurs à Conversion Avancée et Rapide SpA) était une entreprise italienne qui opérait dans le secteur de l'énergie nucléaire, assurant la conception et la commercialisation de réacteurs nucléaires à conversion avancée et rapide (fission). La société pouvant faire office de General contractor, s'occupant de la construction de la centrale, de l'installation du réacteur et de sa maintenance. La société comprenait un centre de recherche scientifique dans le domaine nucléaire.

## Histoire
La société NIRA - Nucleare Italiana Reattori Avanzati S.p.A. a été fondée le 18 décembre 1972 par les entreprises italiennes :
- Ansaldo Nucleare (57,5 %),
- Agip Nucleare (17,5 %),
- Franco Tosi SpA (10,0 %),
- Fiat TTG (10,0 %),
- Belleli (5,0 %).

La société était contrôlée par le groupe Finmeccanica, filiale de la holding d'État IRI. Son projet était de concevoir et de construire les réacteurs nucléaires CIRENE en Italie et le PEC (“Prova Elementi Combustibili”) de Brasimone, dans la province de Bologne, destinés à tester les éléments combustibles du réacteur français Phénix, réacteur nucléaire expérimental à neutrons rapides refroidi au sodium, mis en service en 1974. Les deux projets ont été suspendus en 1987 à la suite du premier référendum nucléaire en Italie qui a banni l'énergie nucléaire après la catastrophe de Tchernobyl du 26 avril 1986.
Après la suspension du programme nucléaire italien, la société a été regroupée avec la division Ansaldo Ricerche et intégrée dans la filiale Ansaldo Nucleare en 1989.

## Activités
Les principales activités de NIRA étaient la conception des réacteurs ce qui aurait dû être le programme des centrales nucléaires italiennes et la participation à la construction de Superphénix, en collaboration avec la France et l'Allemagne.
Les réacteurs italiens étaient le CIRENE (CIse REattore a NEbbia) près de Foceverde-Latina et le réacteur PEC (Prova Elementi di Combustibile) à Brasimone, près de Bologne.
Le CIRENE était un réacteur à tubes de force similaire aux réacteurs canadiens CANDU mais avec des éléments spécifiques de conception italienne développés avec l'École polytechnique de Milan tandis que le PEC était un réacteur rapide réfrigéré au sodium liquide conçu pour tester le comportement des éléments combustibles qu'il était censé remplacer le réacteur français Phoenix, mis à l'arrêt le 6 mars 2009.
Pendant les années 1975 à 1985, NIRA a réuni les meilleurs physiciens et scientifiques italiens dans le domaine nucléaire et a constitué la base de ce qui aurait dû être, dans les intentions des dirigeants italiens de l'époque, le meilleur de l'industrie de pointe italienne. La collaboration avec les scientifiques français aurait pu être le début d'une profitable opportunité de croissance technologique mutuelle avec les connaissances accumulées par la recherche et l'industrie nucléaire italienne de cette époque mais la catastrophe de Tchernobyl du 26 avril 1986 et les difficultés rencontrées par le développement de l'énergie nucléaire ont conduit à une crise du secteur en Italie et le savoir-faire accumulé n'a malheureusement pas pu se concrétiser.
La société a été transformée en un centre de recherche d'excellence international dans le nucléaire géré par l'ENEA.